# 飯舘中継局
飯舘中継局（いいたてちゅうけいきょく）は、福島県相馬郡飯舘村にあるテレビ中継局である。

## 概要
- 当中継局は、在福・在郡放送局が中継局を置き、飯舘村内の広範囲へ電波を発射している。
- なお、デジタルテレビの中継局は、2007年10月15日に開局した。

## 中継局概要

### デジタルテレビ中継局
| リモコンキーID | 放送局名          | 物理チャンネル | 空中線電力 | ERP   | 放送対象地域 | 放送区域内世帯数 |
| 1              | NHK福島総合       | 16ch           | 2W         | 19.5W | 福島県       | 約1100世帯       |
| 2              | NHK福島教育       | 23ch           | 2W         | 19.5W | 全国         | 約1100世帯       |
| 4              | FCT福島中央テレビ | 22ch           | 2W         | 19.5W | 福島県       | 約1100世帯       |
| 5              | KFB福島放送       | 36ch           | 2W         | 19.5W | 福島県       | 約1100世帯       |
| 6              | TUFテレビユー福島 | 20ch           | 2W         | 19.5W | 福島県       | 約1100世帯       |
| 8              | FTV福島テレビ     | 18ch           | 2W         | 19.5W | 福島県       | 約1100世帯       |

- デジタルテレビの出力については、通常アナログテレビの10%であるが、当デジタル中継局の出力は、当アナログ中継局の20%となるため、実質増力となる。
- 放送エリアは、飯舘村の一部地域。
- なお、東日本大震災の影響で、現在、実際の区域内世帯数は少ないと見られる。

### アナログテレビ中継局
| 放送局名          | チャンネル | 空中線電力        | ERP                | 放送対象地域 | 放送区域内世帯数 |
| FTV福島テレビ     | 40ch       | 映像10W /音声2.5W | 映像43W /音声10.5W | 福島県       | 不明             |
| FCT福島中央テレビ | 42ch       | 映像10W /音声2.5W | 映像43W /音声10.5W | 福島県       | 不明             |
| NHK福島総合       | 44ch       | 映像10W /音声2.5W | 映像43W /音声10.5W | 福島県       | 不明             |
| NHK福島教育       | 46ch       | 映像10W /音声2.5W | 映像43W /音声10.5W | 全国         | 不明             |
| KFB福島放送       | 48ch       | 映像10W /音声2.5W | 映像43W /音声10.5W | 福島県       | 不明             |
| TUFテレビユー福島 | 50ch       | 映像10W /音声2.5W | 映像43W /音声10.5W | 福島県       | 不明             |

- 2011年7月24日で廃局となる予定だったが、東日本大震災発生の影響で、2012年3月31日まで稼動した。